# Vlag van Drechtsteden

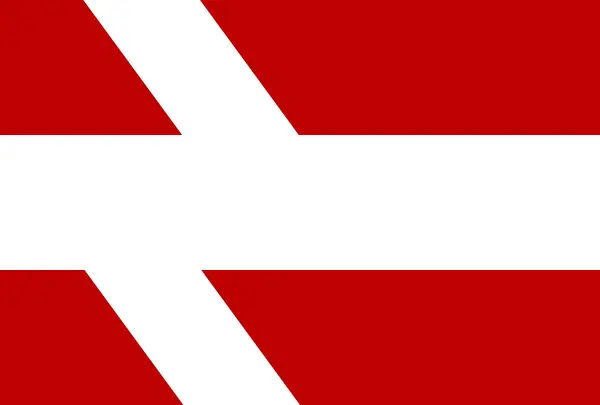
Vlag van Drechtsteden

De vlag van Drechtsteden werd in sinds 2016 in conceptfase en bedacht door een Dordtse beeldend kunstenaar ontworpen als de streekvlag van de Zuid-Hollandse streek Drechtsteden. De vlag toont drie horizontale banen van rood-wit-rood. De rode banen zijn voorzien van een diagonale witte baan. De kleuren van de vlag komen uit de Dordtse vlag. Het ontwerp is alleen gepresenteerd, maar niet officieel in gebruik genomen.

## Verwante afbeeldingen

Vlag van Dordrecht